# Bao Shanju
Bao Shanju (n. 3 noiembrie 1997, Ruyang County⁠(d), Henan, Republica Populară Chineză) este o ciclistă chineză, medaliată olimpică. A participat la o ediție a Jocurilor Olimpice (2020) în care a câștigat o medalie de aur.